# Corral Point
Der Corral Point ist eine felsige Landspitze, die den südwestlichen Ausläufer von Moe Island im Archipel der Südlichen Orkneyinseln bildet.
Wissenschaftler der britischen Discovery Investigations nahmen 1933 eine grobe Vermessung vor. Der Falkland Islands Dependencies Survey benannte sie im Zuge eigener Vermessungen im Jahr 1947. Namensgebend ist das Walfangunternehmen Corral im norwegischen Bergen, eine Zweigniederlassung  einer im chilenischen Corral ansässigen Fanggesellschaft, die zwischen 1912 und 1913 in den Gewässern um Südgeorgien operierte.